# Starve.io
Starve.io — це браузерна багатокористувацька онлайн-гра на виживання, розроблена двома французькими кодерами, які називають себе LapaMauve. У цій грі гравці керують людиноподібним аватаром, прагнучи вижити та отримати міцніше спорядження. Мета гри вижити й накопичити якомога більше очок на сервері, чого можна досягти, збираючи ресурси, вбиваючи мобів та інших гравців і виконуючи квести. Ця гра набула популярності після першого випуску, і наразі вона обслуговує близько 1000-2000 гравців одночасно на 30 серверах.

## Ігровий процес
Зараз у цій грі є шість ігрових режимів: звичайний режим, режим спадщини (режим лісу), режим зомбі, режим вампіра, режим спільноти та експериментальний режим. Звичайний режим — FFA (безкоштовний для всіх); гравці можуть увійти та вийти, коли захочуть.
У будь-якому режимі гравці повинні виживати, не допускаючи повного виснаження чотирьох стовпчиків (тепло, їжа, гідратація, кисень, здоров’я). Коли смужка здоров’я, яка зменшується, якщо будь-яка з інших смужок стану виснажується, гравець торкається стіни з шипами або під час нападу ворожих мобів (та інших гравців); падає до 0%, гравець помре. Щоб вижити, гравці повинні добувати їжу, джерела тепла та воду, а також різні ресурси, деякі з яких можна знайти лише в суворих, віддалених біомах, щоб покращити своє спорядження. З часом гравці отримують бали, які можна використати для покупки стартових наборів у новій грі. У грі є цикл день-ніч, коли день триває 4 хвилини, і те ж саме з ніччю (тобто повний день триває 8 хвилин). Вночі смуга холоду падає набагато швидше, зовнішній вигляд мобів і біомів змінюється, а міні-карту стає дещо важче інтерпретувати
Для керування персонажем гравці використовують клавіші WASD або клавіші зі стрілками (або, альтернативно, є також варіант для клавіатури AZERTY) і мишу (клавіатуру). Для отримання додаткової інформації про елементи керування гравцем, будь ласка, див. Key Binds.